# Карджака
Карджака или Каргача (фр. Cargiaca, корс. Carghjaca) — коммуна во Франции, находится в регионе Корсика. Департамент коммуны — Южная Корсика. Входит в состав кантона Таллано-Скопамене. Округ коммуны — Сартен.
Код INSEE коммуны — 2A066.

## Население
Население коммуны на 2008 год составляло 59 человек.
| 1962 | 1968 | 1975 | 1982 | 1990 | 1999 | 2008 |
| ---- | ---- | ---- | ---- | ---- | ---- | ---- |
| 124  | 122  | 100  | 90   | 69   | 49   | 59   |

## Экономика
В 2007 году среди 30 человек в трудоспособном возрасте (15—64 лет) 18 были экономически активными, 12 — неактивными (показатель активности — 60,0 %, в 1999 году было 35,0 %). Из 18 активных работало 15 человек (9 мужчин и 6 женщин), безработных было 3 (2 мужчины и 1 женщина). Среди 12 неактивных 1 человек был учеником или студентом, 5 — пенсионерами, 6 были неактивными по другим причинам.